# Eccrisis muscaria
Eccrisis muscaria är en skalbaggsart som först beskrevs av Leon Fairmaire 1900.  Eccrisis muscaria ingår i släktet Eccrisis och familjen långhorningar.
Artens utbredningsområde är Madagaskar. Inga underarter finns listade i Catalogue of Life.